# بیل کیتینگ

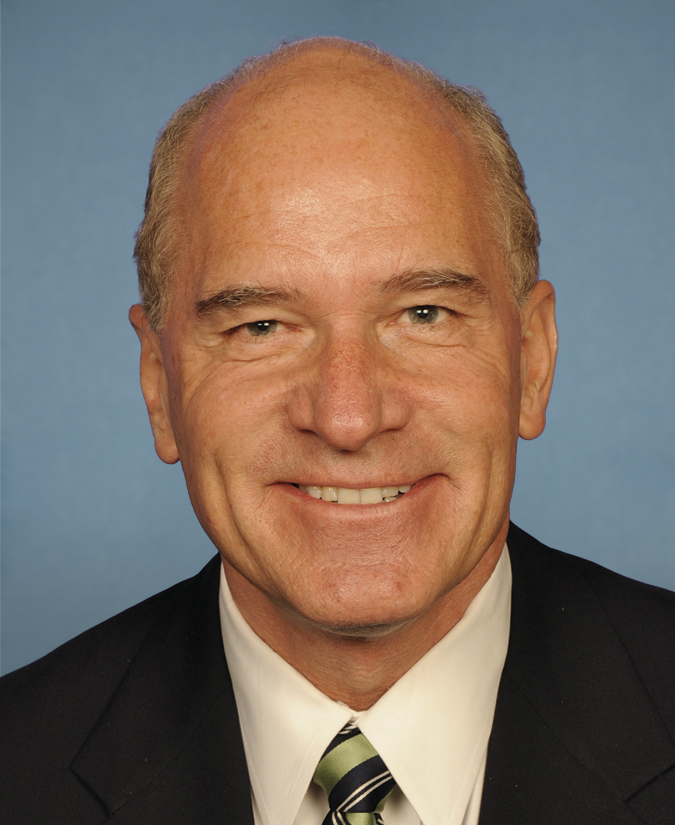
نگاره‌ای از ویلیام کیتینگ، سیاست‌مدار آمریکایی

بیل کیتینگ (به انگلیسی: Bill Keating) نمایندهٔ حوزه انتخابیه نهم ماساچوست از حزب دموکرات ایالات متحده آمریکا در مجلس نمایندگان ایالات متحده آمریکا است که برای نخستین‌بار در ۴۱ ژانویه ۲۰۱۱ میلادی به‌عضویت این مجلس درآمد.